# يان دريس
يان دريس Jan Drees (ولد في مدينة هان في ولاية شمال الراين - وستفاليا في 9 مايو 1979) هو كاتب روائي ألماني.

## حياته
ينتمي يان دريس إلى الجيل الجديد من الكتاب القصصين الألمان. درس علوم اللغة الألمانية الحديثة وتاريخ القرون الوسطى وعلوم الاتصال، في جامعة دوسلدورف.
عمل محررا في العديد من الإذاعات والصحف ومحطات التلفزيون، وفي مجلات أدبية كذلك. وهو يقيم حاليا في مدينة فوبرتال Wuppertal.
أصدر في فبراير 2000 روايته الأولى بعنوان «التحديق في الشمس» Staring at the sun, التي توصف أحيانا بأنها إجابة على السؤال الذي طرحه بنيامين ليبرت في روايته Crazy. بعد ذلك نشر دريس العديد من القصص القصيرة والأشعار.
وفي ربيع عام 2006 نشرت روايته «الأيام الأخيرة..الآن» Letzte Tage, jetzt.

## من أعماله
- التحديق في الشمس 2000 (رواية)
- لا شيء يمكن فعله 2001
- كل شيء سيتحسن 2004 (قصة قصيرة)
- الأيام الأخيرة...الآن 2006 (رواية)
- يقال أن اسمي جانتنباين Mein Name sei Gantenbein 2006